# 202740 Vicsympho
202740 Vicsympho este un asteroid din centura principală de asteroizi.

## Descriere
202740 Vicsympho este un asteroid din centura principală de asteroizi. A fost descoperit pe 11 iunie 2007 la Mauna Kea de David D. Balam. Asteroidul prezintă o orbită caracterizată de o semiaxă mare de 3,12 ua, o excentricitate de 0,18 și o înclinație de 5,7° în raport cu ecliptica.